# Шилов, Валентин Павлович
Валенти́н Па́влович Ши́лов (11 декабря 1917, Тальное, УНР — 12 ноября 1995) — советский и российский археолог, кандидат исторических наук.
Один из крупнейших специалистов в области археологии степной зоны Евразии эпохи бронзы и раннего железного века.

## Биография
Родился 11 декабря 1917 года в селе Тальное в семье рабочего. Трудовую деятельность начал на заводе в Запорожье.
В 1937 году поступил на исторический факультет Ленинградского университета, который окончил в 1941 году.
В июле 1941 года ушёл добровольцем на Великую Отечественную войну. Был неоднократно ранен. Самое тяжёлое ранение получил в 1945 году на Сандомирском плацдарме. В результате получил инвалидность. Кавалер боевых орденов и медалей.
В 1951 году защитил кандидатскую диссертацию на тему: «Наследие Прикубанья конца VII — середины IV веков до н. э. по материалам городищ и грунтовых могильников».
В 1946 поступил в аспирантуру, окончил её в 1949 году. В этом же году начинает работу в Ленинградском отделении Института археологии АН СССР (ЛОИА) в качестве младшего научного сотрудника. С 1963 года — старший научный сотрудник. В 1970—1971 годах — заведующий сектором Средней Азии и Кавказа. С 1971 по 1976 год — заведующий ЛОИА.
В 1978 году переезжает в Москву и начинает работу в Институт археологии АН СССР. На протяжении нескольких лет работал заместителем директора института. В последние годы работал в отделе бронзового века.

## Награды
Имеет следующие награды:
- Орден Отечественной войны;
- Орден Красной Звезды;
- медаль «За боевые заслуги»;
- медаль «За оборону Ленинграда»;
- Медаль «За победу над Германией в Великой Отечественной войне 1941—1945 гг.».